# Ericaschool
De Ericaschool is een school voor openbaar onderwijs in de Nederlandse stad Vlaardingen, voor zeer moeilijk lerende kinderen in speciaal onderwijs en Voortgezet Speciaal Onderwijs. De school beschikt over een SO-afdeling (4 tot 12 jaar) en een VSO-afdeling (12 tot 20 jaar). De school geeft zowel dag- als avondonderwijs.
De Ericaschool is een regionale school voor SO/VSO cluster-3 onderwijs. De leerlingen hebben een probleem met het leren. De Ericaschool is een school voor ZMLK-onderwijs. (Zeer Moeilijk Lerende Kinderen) In de VSO-afdeling wordt er veel aandacht besteed aan praktijkvakken, zo zijn er kooklessen, lessen over algemene techniek, handvaardigheid, tuinen, catering en textiel. Ook is er ict-onderwijs en les in huishoudelijk werk enzovoorts. Alle vakken staan in het teken van wonen, werken en vrije tijd. De oudste leerlingen lopen stage en hebben veel arbeidstrainingslessen.
In 2007 is de school ingrijpend verbouwd. De oude VSO-aula is omgebouwd tot een hypermoderne multifunctionele ruimte, waar plaats is voor ICT, muziek en bibliotheek. In 2002 was de school ook al ingrijpend verbouwd. Anno 2009 is er ook een avondschool voor oud-leerlingen vanaf 20 jaar, gesubsidieerd door de gemeente Vlaardingen.